# The Definitive Collection (musikalbum av Abba)
The Definitive Collection släpptes den 2 november 2001 och är ett dubbelt samlingsalbum med samtliga officiella singlar av den svenska popgruppen Abba . Låtlistan är kronologisk och inleds med gruppens första singel People Need Love från 1972 och avslutas med två bonusspår, Ring Ring och Voulez-Vous, två av gruppens egna sällsynta officiella remixar. Thank You for the Music, som gavs ut första gången 1977 togs med i slutet på skivan då den släpptes som singel i Storbritannien 1983, då gruppen inte längre existerade.

## Låtlista

### CD 1
1. "People Need Love"  – 2:45
2. "He is Your Brother"  – 3:18
3. "Ring Ring"  – 3:04
4. "Love Isn't Easy (But It Sure is Hard Enough)"  – 2:53
5. "Waterloo"  – 2:47
6. "Honey, Honey"  – 2:55
7. "So Long"  – 3:05
8. "I Do, I Do, I Do, I Do, I Do"  – 3:16
9. "SOS"  – 3:20
10. "Mamma Mia"  – 3:32
11. "Fernando"  – 4:14
12. "Dancing Queen"  – 3:51
13. "Money, Money, Money"  – 3:05
14. "Knowing Me, Knowing You"  – 4:01
15. "The Name of the Game"  – 4:52
16. "Take a Chance on Me"  – 4:05
17. "Eagle"  – 4:27
18. "Summer Night City"  – 3:35
19. "Chiquitita"  – 5:24
20. "Does Your Mother Know"  – 3:13
21. "Rock Me" - 3:08 (Bonusspår, bara i Australien)
22. "Hasta Mañana - 3:11 (Bonusspår, bara i Australien)

### CD 2
1. "Voulez-Vous"  – 5:08
2. "Angeleyes"  – 4:19
3. "Gimme! Gimme! Gimme! (A Man After Midnight)"  – 4:50
4. "I Have a Dream"  – 4:42
5. "The Winner Takes It All"  – 4:56
6. "Super Trouper"  – 4:13
7. "On and On and On"  – 3:42
8. "Lay All Your Love on Me"  – 4:34
9. "One Of Us"  – 3:56
10. "When All is Said and Done"  – 3:17
11. "Head Over Heels"  – 3:47
12. "The Visitors"  – 5:46
13. "The Day Before You Came"  – 5:51
14. "Under Attack"  – 3:47
15. "Thank You for the Music"  – 3:51
16. "Ring Ring" (UK Single Remix, 1974)  – 3:10 (Bonusspår)
17. "Voulez-Vous" (Extended Remix, 1979 US Promo)  – 6:07 (Bonusspår)

## Listplaceringar
| År                   | Land                | Placering |
| -------------------- | ------------------- | --------- |
| 2002-2005, 2008      | Australien          | 10        |
| 2001-2002            | Belgien (Flandern)  | 29        |
| 2004, 2008           | Danmark             | 30        |
| 2001                 | Italien             | 30        |
| 2003-2004            | Nederländerna       | 39        |
| 2004, 2006           | Norge               | 8         |
| 2002                 | Nya Zeeland         | 9         |
| 2001                 | Storbritannien      | 17        |
| 2001-2004, 2006-2008 | Schweiz             | 34        |
| 2001-2002, 2004      | Sverige             | 26        |
| 2001                 | USA (Billboard 200) | 186       |
| 2001-2002            | Österrike           | 38        |